# Karel Husa
Œuvres principales
- Music for Prague 1968 (1968)
- Quatuor à cordes no 3 (1968)
- Concerto pour orchestre (1986)
- Concerto pour violoncelle (1988)

Karel Husa, né le 7 août 1921 à Prague, alors en Tchécoslovaquie, et mort le 14 décembre 2016 à Apex (Caroline du Nord), est un compositeur et chef d'orchestre tchèque de naissance. Résidant aux États-Unis à partir de 1954, il a été naturalisé américain en 1959.
Il est lauréat du Prix Pulitzer de musique et du Grawemeyer Award for Music Composition 1993 de l'université de Louisville.

## Biographie
Karel Husa a huit ans lorsque, sous l'insistance de sa mère, il commence l'étude du violon et treize quand il commence le piano. Après avoir passé son examen final à l'école secondaire, ses parents le voulaient ingénieur ; la fermeture des écoles d'ingénieurs par les nazis en 1939 brise leurs ambitions. Mais Karel est surtout attiré par la poésie, la peinture et la musique – il commence à composer vers ses douze ans. D'agréable divertissement, la musique lui devient essentiel.
Après une préparation de deux ans et un examen, il est admis au Conservatoire de Prague en juin 1941. Il étudie dans la classe d'écriture de Jaroslav Řídký, et les cours de direction de Metod Doležil, Pavel Dědeček et Václav Talich. Sa première composition publiée est une sonatine pour piano (1943) ; l'œuvre enjouée, aux accents et à organisation formelle influencée par Prokofiev, eut beaucoup de succès. La sonatine est suivie de son Ouverture pour grand orchestre, pour sa thèse de maîtrise en 1944, qu'il dirigera lui-même en 1945, avec le Symphonique de Prague. Ses influences d'alors s'ouvrent à la musique de son pays : Suk, Novak et semble-t-il Janáček.
Après la fin de la Seconde Guerre mondiale, pour compléter son cursus, il entre à l'Académie de Prague, où il suit des cours dirigés par Řídký. Il est diplômé en 1947, grâce à sa Sinfonietta (1946), créée par Václav Smetáček. L'œuvre est la première de ses compositions qui décroche un prix, celui des arts de l'Académie des sciences et des Arts, 1948. La presse le considère comme l'« un des plus grands espoirs de la musique tchèque,. Il se produit en tant que chef d'orchestre, notamment à la radio tchèque ».

### Paris
Dans le même temps, Husa décide de poursuivre ses études de composition et de direction à Paris grâce à une bourse, attiré par la perspective de travailler avec Arthur Honegger et Charles Munch et de pouvoir mieux assimiler la nouvelle musique. En 1947, il y étudie la composition avec Honegger. Pour la direction, Munch étant retenu à Boston, il étudie avec les chefs d'orchestre Jean Fournet, Eugène Bigot et en leçons privées avec André Cluytens et Nadia Boulanger (composition). En 1951, après son cursus de direction à l'École normale de musique de Paris et au Conservatoire de Paris, il se lance dans une carrière. Il dirige les plus grands orchestres du monde — New York, Boston et Washington, Paris, Londres, Prague, Zurich, Hong Kong, Singapour — et participe à de nombreux projets importants. Entre 1950 et 1954, il partage son temps entre la composition et la direction, en prenant une part de plus en plus active dans la vie musicale parisienne et internationale (Belgique, Suisse).
Son Premier quatuor à cordes marque une étape importante dans l'évolution du compositeur sur sa réputation internationale. Le quatuor est primé deux fois : Prix Lili Boulanger 1950 et le prix 1951 au festival de musique de Bilthoven aux Pays-Bas. Depuis, il a été joué à de nombreuses occasions, par exemple, au festival de la Société international pour la musique contemporaine de Bruxelles (1950), festivals de Salzbourg (1950), Darmstadt (1951) et Pays-Bas (1952). De même que divers concert en Allemagne, en France, en Suède, en Angleterre, en Suisse, en Australie et aux États-Unis. Parmi les compositions écrites par Karel Husa lors de son séjour à Paris on note, Divertimento pour orchestre à cordes, Concertino pour piano et orchestre, Évocations de Slovaquie, Musique d'amateurs, Portrait pour orchestre à cordes, la Première symphonie, la Première sonate pour piano, et un Second quatuor à cordes. Les influences de cette période sur le style de Husa sont principalement néoclassiques : Vítězslav Novák, Janáček, Bartók et Stravinsky.
En 1952, il épouse Simone Perault. Le couple aura quatre filles.

### États-Unis
En 1954, âgé de trente-trois ans, il émigre aux États-Unis avec sa famille avec l'opportunité d'enseigner grâce à l'intermédiaire d'Elliott Galkin, un collègue américain de l'École Normale. Munie d'une lettre de recommandation de Nadia Boulanger, le responsable du département musique, lui offre une période de trois ans d'activité, qui se transforme en une installation permanente : de fin 1954 à sa retraite en 1992, il est professeur de théorie de la musique, de composition, d'orchestration et de direction au Department of Music de l'Université Cornell dans l'État de New York et en composition à Ithaca College, de 1967 à 1986.
Dès 1959 avec Poème (1959) pour alto et orchestre de chambre, puis Mosaïques (1961) pour orchestre, composé pendant un congé sabbatique passé à Paris, il expérimente les techniques sérielles. Husa explore toutes les formes importantes de la musique, excepté l'opéra. Il y recherche des sonorités colorées et originales et un tissu musical très expressif, remplis de juxtapositions de timbres surprenantes.
Il est sans doute bien connu pour sa Music for Prague 1968, une œuvre à la mémoire de l'invasion soviétique en 1968 de la Tchécoslovaquie, qui fait partie du répertoire contemporain après plus de 7 000 ou 8 000 concerts. L'œuvre est la rencontre du vieux chorale hussite « Vous qui êtes soldats de Dieu et de sa Loi », des cloches de la ville aux cent clochers (Prague, sa ville natale), « de l'angoisse et de la liberté ». Il en existe deux versions : une pour ensemble à vent et l'autre, pour orchestre.
Parmi les compositeurs qui ont étudié avec Karel Husa, on note Steven Stucky, Christopher Rouse, John S. Hilliard, David Conte, Henrique de Curitiba et Byron Adams. Husa habite désormais à Apex, Caroline du nord.
Husa montre aussi son intérêt pour la musique française baroque en tant qu'éditeur d'œuvres de De Lalande (Cantemus Domino) et Lully (Le carnaval, Le ballet des muses). Il a aussi édité une œuvre de l'astronome et compositeur William Herschel, une symphonie en ré majeur.
Il est le directeur national de Delta Omicron, une fraternité internationale de professionnels de la musique.
L'ensemble de cuivres Amherst de l'Université du Massachusetts a organisé un concert à la salle de concert Fine Arts Center pour célébrer le 90e anniversaire de Karel Husa, le 21 octobre 2011.

### Distinctions
Karel Husa a reçu le Guggenheim Fellowships en 1964 et 1965, le Friedheim Award du Kennedy Center en 1983. Son Troisième quatuor à cordes est Prix Pulitzer en 1969. Husa remporte aussi en 1993 le Grawemeyer Award for Music Composition, présenté par le l'université de Louisville, pour son Concerto pour violoncelle et orchestre. En 1995, il reçoit la médaille d'or du mérite de la République tchèque.
Le 16 janvier 2012, il est devenu docteur honoris causa en beaux-arts de l'université de Louisville.

## Œuvres

### Ballets
| Date | Titre tchèque                     | Traduction                                                               | Note                                   |
| ---- | --------------------------------- | ------------------------------------------------------------------------ | -------------------------------------- |
| 1974 | The Steadfast Tin Soldier         | pour narrateur et orchestre d'après les contes d'Hans Christian Andersen |                                        |
| 1976 | Monodrama (Portrait d'un artiste) | commande du Butler University Ballet                                     |                                        |
| 1980 | Trojské ženy                      | The Trojan Women                                                         | commande de l'Université de Louisville |

### Orchestre
| Date      | Titre tchèque                             | Traduction                                                                            | Notes                                                                                       |
| --------- | ----------------------------------------- | ------------------------------------------------------------------------------------- | ------------------------------------------------------------------------------------------- |
| 1944      | Předehra pro velký orchestr               | Ouverture pour grand orchestre                                                        | op. 3                                                                                       |
| 1944      | Sinfonietta pro komorní orchestr          | Sinfonietta                                                                           | op. 4; pour orchestre de chambre                                                            |
| 1946–1947 | Tři fresky pro orchestr                   | Trois fresques                                                                        | op. 7, pour orchestre                                                                       |
| 1948      | Divertimento pro smyčcový orchestr        | Divertimento 1. Ouverture 2. Aria 3. Finale                                           | pour orchestre à cordes                                                                     |
| 1952      | Musique d'amateurs, Quatre pièces faciles | pour hautbois (clarinette ou flûte), trompette et orchestre à cordes avec percussions |                                                                                             |
| 1953      | Portrait pro smyčce                       | Portrait                                                                              | pour orchestre à cordes                                                                     |
| 1953      | Symfonie č.1                              | Symphonie no 1                                                                        |                                                                                             |
| 1955      | Čtyři malé kusy pro smyčce                | Vier kleine Stücke (Quatre petites pièces)                                            | pour orchestre à cordes (ou solistes)                                                       |
| 1956–1957 |                                           | Fantaisies 1. Aria 2. Capriccio 3. Nocturne                                           | pour orchestre                                                                              |
| 1960      |                                           | Mosaïques                                                                             | pour orchestre                                                                              |
| 1963      |                                           | Fresque                                                                               | pour orchestre. Révision de la première des Trois fresques (1946–47)                        |
| 1968      | Hudba pro Prahu 1968                      | Music for Prague 1968                                                                 | original pour petit ensemble à vent                                                         |
| 1971      |                                           | Deux Sonnets de Michelange                                                            | pour orchestre                                                                              |
| 1979      |                                           | Pastoral pour cordes                                                                  | commande de the American String Teachers Association (ASTA)                                 |
| 1980      |                                           | Scenes from The Trojan Women                                                          | suite du ballet                                                                             |
| 1983      |                                           | Reflections (Symphonie no 2)                                                          |                                                                                             |
| 1984      |                                           | Suite symphonique                                                                     | pour orchestre                                                                              |
| 1986      |                                           | Concerto pour orchestre                                                               | commande de l'Orchestre philharmonique de New York pour le 150e anniversaire de l'orchestre |
| 1990      | Předehra „Mládí“                          | Ouverture "Youth"                                                                     | commande du Seattle Youth Symphony                                                          |
| 1996      |                                           | Celebration Fanfare                                                                   | pour orchestre                                                                              |
| 1997      |                                           | Celebración                                                                           | pour orchestre                                                                              |

### Harmonie
| Date      | Titre tchèque                                         | Traduction                                                                                  | Notes                                                                                  |
| --------- | ----------------------------------------------------- | ------------------------------------------------------------------------------------------- | -------------------------------------------------------------------------------------- |
| 1958      | Divertimento pro žesťové a bicí nástroje              | Divertimento                                                                                | for brass and percussion; expansion of movements from the Eight Czech Duets            |
| 1968      | Hudba pro Prahu 1968                                  | Music for Prague 1968 1. Introduction et Fanfare 2. Aria 3. Interlude 4. Toccata et Chorale | version originale pour petit ensemble de cuivres ; aussi pour orchestre                |
| 1970      | Apoteóza planety země                                 | Apothéose de cette Terre 1. Apothéose 2. Tragédie de destruction 3. Postscript              | version originale pour petit ensemble de cuivre ; aussi pour chœur et orchestre (1972) |
| 1973      | Al Fresco pro koncertní dechový orchestr              | Al Fresco                                                                                   | pour ensemble de cuivre                                                                |
| 1974 1995 | Divertimento pro dechové a bicí nástroje              | Divertimento                                                                                | pour ensemble à vent et percussion                                                     |
| 1980      | Fanfara pro žesťové a bicí nástroje                   | Fanfare                                                                                     | pour cuivres et percussion                                                             |
| 1980      | Intrady an interludia pro sedm trubek a bicí nástroje | Intradas and Interludes pour sept trompette et percussion                                   |                                                                                        |
| 1982      | Koncert pro dechový ansámbl                           | Concerto pour (grand) ensemble de vent                                                      | Sudler International Prize 1983                                                        |
| 1984      | Smetanovská fanfara                                   | Smetana Fanfare                                                                             | pour grand ensemble à vent                                                             |
| 1996      |                                                       | Les Couleurs fauves                                                                         | commande de la Northwestern University                                                 |
| 1996      |                                                       | Midwest Celebration                                                                         | fanfare pour trois cuivres et ensemble de percussions                                  |
| 2006      |                                                       | Cheetah (Guépard)                                                                           | commande de l'orchestre à vent de l'Universitie de Louisville                          |

### Musique concertante
| Date | Titre tchèque                                           | Traduction                                                                                     | Note |
| ---- | ------------------------------------------------------- | ---------------------------------------------------------------------------------------------- | --- |
| 1949 | Concertino pro klavír a orchestr                        | Concertino pour piano et orchestre                                                             | op. 10 – aussi pour piano et ensemble de vent (1984) ou deux pianos                                           |
| 1959 | Poem pro violu a komorní orchestr                       | Poème                                                                                          | pour alto et orchestre de chambre (ou piano)                                                                  |
| 1967 | Koncert pro altsaxofon a koncertní dechový orchestr     | Concerto pour saxophone alto et petit ensemble                                                 | aussi pour saxophone alto et piano                                                                            |
| 1961 | Elegie a rondo pro altosaxofon a orchestr               | Élégie et rondeau                                                                              | pour saxophone alto et orchestre (ou piano)                                                                   |
| 1965 | Sérénade                                                | pour quintette à vent et orchestre à cordes, xylophone et harpe (ou quintette à vent et piano) | |
| 1971 | Concerto pour quintette de cuivre et orchestre à cordes |                                                                                                | |
| 1971 | Koncert pro bicí nástroje a dechový soubor              | Concerto pour percussion et ensemble à vent                                                    | |
| 1973 | Koncert pro trubku a koncertní dechový orchestr         | Concerto pour trompette et orchestre à vent                                                    | aussi pour trompette et piano                                                                                 |
| 1987 | Koncert pro varhany a orchestr                          | Concerto pour orgue et orchestre                                                               | |
| 1987 | Koncert pro trubku a orchestr                           | Concerto pour trompette et orchestre symphonique                                               | aussi pour trompette et piano ; Commande de du symphonique de Chicago Symphony Adolph Herseth et Georg Solti. |
| 1988 | Koncert pro violoncello a orchestr                      | Concerto pour violoncelle et orchestre                                                         | Grawemeyer Award for Music Composition 1993                                                                   |
| 1992 | Koncert pro housle a orchestr                           | Concerto pour violon et orchestre                                                              | |

### Musique de chambre
| Date | Titre tchèque                                   | Traduction                                       | Notes |
| ---- | ----------------------------------------------- | ------------------------------------------------ | --- |
| 1943 | Smyčcový kvartet "0"                            | Quatuor à cordes "0"                             | op. 2 |
| 1945 | Suita pro violu a klavír                        | Suite pour alto et piano                         | op. 5 |
| 1945 | Sonatina pro housle a klavír                    | Sonatine pour violon et piano                    | op. 6 – arrangé pour flûte et piano                                                                                    |
| 1948 | Smyčcový kvartet č.1                            | Quatuor à cordes no 1                            | op. 8 |
| 1951 | Slovenské evokace                               | Évocations de Slovaquie (Evocations of Slovakia) | pour clarinette, alto et violoncelle                                                                                   |
| 1953 | Smyčcový kvartet č.2                            | Quatuor à cordes no 2                            | |
| 1963 | Serenáda pro dechový kvintet a klavír           | Sérénade                                         | pour quintette à vent et piano                                                                                         |
| 1966 |                                                 | Deux Préludes                                    | pour flûte, clarinette et basson                                                                                       |
| 1968 | Smyčcový kvartet č.3                            | Quatuor à cordes no 3                            | Prix Pulitzer de musique 1969                                                                                          |
| 1968 | Divertimento pro žesťový kvintet                | Divertimento                                     | pour quintette de cuivres et percussion ad lib. – développement d'un mouvement provenant des Huit duos tchèques (1955) |
| 1976 |                                                 | Drum Ceremony                                    | pour cinq percussionnistes de l'American Te Deum                                                                       |
| 1977 | Krajinomalby pro žesťový kvintet                | Paysages pour quintette de cuivres               | commande du quintette de cuivre Western Brass Quintet                                                                  |
| 1978 | Sonáta pro housle a klavír                      | Sonate pour violon et piano                      | |
| 1979 | Tři taneční skici pro bicí nástroje             | Trois esquisses de danse pour percussions        | pour quatre interprètes ou plus                                                                                        |
| 1981 | Sonata à tre                                    | Sonata à tre                                     | pour violon, clarinette et piano                                                                                       |
| 1982 | Vzpomínky pro dechové kvinteto a klavír         | Souvenirs                                        | pour quintette à vent et piano                                                                                         |
| 1984 | Variace pro housle, violu, violoncello a klavír | Variations                                       | pour quatuor avec piano                                                                                                |
| 1984 | Intrada pro žesťový kvintet                     | Intrada                                          | pour quintette de cuivres                                                                                              |
| 1990 | Smyčcový kvartet č.4                            | Quatuor à cordes no 4 "Poèmes"                   | |
| 1991 |                                                 | Cayuga Lake (Memories)                           | pour cordes, vents, quatuors de cuivres, piano et percussion                                                           |
| 1992 |                                                 | Tubafest Celebration                             | pour quatuor de tubas                                                                                                  |
| 1994 |                                                 | Cinq Poèmes                                      | pour quintette à vent                                                                                                  |
| 1997 |                                                 | Postcard from Home                               | pour saxophone alto et piano                                                                                           |
| 2003 |                                                 | "Sonatine" pour flûte et piano                   | transcription de la "Sonatine" pour violon et piano, op. 6                                                             |
| 2008 |                                                 | Trois Études pour clarinette seule               | commande du 60e anniversaire du festival du printemps de Prague et dédié à Jiří Hlaváč pour son 60e anniversaire       |

### Claviers
| Date | Titre tchèque         | Traduction            | Notes                                       |
| ---- | --------------------- | --------------------- | ------------------------------------------- |
| 1943 | Sonatina              | Sonatine              | op. 1, pour piano                           |
| 1952 | Sonáta pro klavír č.1 | Sonate no 1           | op. 11, pour piano                          |
| 1955 | Osm českých duet      | Huit duos tchèques    | pour piano à quatre mains                   |
| 1957 | Elegie pro klavír     | Élégie                | pour piano                                  |
| 1975 | Sonáta pro klavír č.2 | Sonate no 2           | pour piano – commande de André-Michel Schub |
| 1986 | Fragmenty pro varhany | Frammenti (Fragments) | pour orgue seul                             |

### Œuvres vocales
| Date      | Titre tchèque                                           | Traduction                                          | Notes |
| --------- | ------------------------------------------------------- | --------------------------------------------------- | --- |
| 1956      | Spievanky, dvanáct písní moravských                     | Douze chants moraves                                | pour voix et piano |
| 1955 1964 | Slavnostní óda pro sbor an orchestr                     | Festive Ode (pour une Academic Occasion)            | pour chœur et orchestre (ou petit ensemble de vent ou orgue) – Texte d'Eric Blackall |
| 1972      | Apoteóza planety země pro sbor a symfonický orchestr    | Apothéose de cette Terre                            | pour chœur et orchestre ; version originale pour ensemble de cuivres (1970) |
| 1976      | „Čas od času jsou jitra...“ pro smíšený sbor a cappella | There Are from Time to Time Mornings...             | pour baryton et chœur mixte a cappella. Sur An American Te Deum de Henry David Thoreau |
| 1976      | Americké Te Deum pro baryton, smíšený sbor an orchestr  | An American Te Deum                                 | pour baryton, chœur et ensemble à vent ; pour baryton, chœur et orchestre (1977). Textes compilés par le compositeur d'après les écrits de Henry David Thoreau, Ole Edvart Rølvaag, Otokar Březina, traditionnel et sources liturgiques |
| 1981      | Tři moravské písně pro smíšený sbor a cappella          | Trois chants moraves                                | pour chœur mixte a cappella |
| 1981      | Každý den pro smíšený sbor a cappella                   | Every Day                                           | pour chœur mixte a cappella. Texte d'Henry David Thoreau |
| 1982      |                                                         | Cantate pour chœur d'hommes et quintette de cuivres | Textes d'Edwin Arlington Robinson, Emily Dickinson, Walt Whitman |
| 2000      | Dobrou noc                                              | Good Night                                          | chant pour chœur mixte a cappella |

## Discographie
- Quatuors à cordes no 1, op. 8 ; Variations pour quatuor avec piano ; Cinq Poèmes pour quintette à vent - Quatuor Suk, Quintette à vent de Prague (Supraphon)
- Concerto pour violoncelle, Pastorale pour orchestre à cordes, Suite du ballet The Trojan Women - Paul York, violoncelle ; Orchestre symphonique de l'université de Louisville, dir. Kimcherie Lloyd (2011, Ablaze Records AR-00008) (OCLC 778703903)